# Château de la Baume (Le Veurdre)
Le château de la Baume (parfois la Beaume) est situé au Veurdre, en France.

## Localisation
Le château est situé sur le territoire de la commune du Veurdre, dans le département de l'Allier, en région Auvergne-Rhône-Alpes, à environ 500 m au sud-est du bourg, entre la D101 (route de Bagneux) et la rive gauche de l'Allier.

## Description
Le château actuel date du XVIIIe siècle, ainsi que les communs. Il subsiste une tour du château du XVe siècle et on a découvert quelques vestiges d'une maison forte plus ancienne incendiée au XIIIe siècle. Il se présente sous la forme d'une grande construction rectangulaire, située au milieu d'un parc qui abrite des arbres tricentenaires.
À l'intérieur, de nombreux salons, dont un salon chinois.

## Historique
Un premier édifice avait été construit sur un à-pic et dominait le cours de l'Allier. Une tour fut découverte en 1902 lors de la destruction d'une écurie : elle contenait dans sa maçonnerie un étrier datant du XIIe siècle. Il fut incendié au XIIIe siècle, et on édifia avec les matériaux de récupération un nouveau bâtiment dans l’emplacement de l'ancienne basse-cour, au bas du rocher. 
Le château actuel a été édifié entre le XIVe et le XVIIIe siècle.
Au début du XIVe siècle, le château appartient à la famille Perrin-Blanc ou Le Blanc. Le premier aveu connu est rendu en 1301 par Perrin-Blanc. La demeure resta dans cette famille jusque vers 1570. À cette époque, le château est détruit pendant les guerres de Religion.
À la fin du XVIIIe siècle, la propriété appartient à Jean Baptiste de La Quassière, vicomte de Chalus, et à son épouse Marie Thérèse Alarose ; ils y passent la période révolutionnaire sans être inquiétés. Leur fils, François Dorothée (1784-1842), maire du Veurdre, fait rehausser le château. En 1839, il crée une manufacture de production de sucre de betteraves ; l'affaire ne marche pas et le domaine de la Baume est saisi et vendu en 1852. Le décor intérieur date de 1876 (peintures de Hippolyte Fauvel),.

## Protection aux monuments historiques
Le château, y compris les pièces suivantes avec leur décor : escalier, salon au papier peint, salle à manger, grand salon, salon chinois, boudoir, petit salon ; parc avec ses terrasses, la grange, les écuries et remises sur cour de 1758 et les vestiges de l'ancienne maison-forte sont inscrits au titre des monuments historiques par arrêté du 7 octobre 1991.